# Eva Pfaff
Eva Pfaff (Königstein im Taunus, Alemanya Occidental, 10 de febrer de 1961) és una exjugadora professional de tennis alemanya.
Durant la seva trajectòria va guanyar un títol individual i nou més de dobles, que li van permetre arribar a les posicions 17 i 16 dels respectius rànquings. Va disputar la final de l'Open d'Austràlia de 1982 junt a la seva compatriota Claudia Kohde-Kilsch però no van aconseguir endur-se el títol. Va formar part de l'equip de l'Alemanya Occidental de la Copa Federació i fou finalista en l'edició de 1983.

## Torneigs de Grand Slam

### Dobles femenins: 1 (0−1)
| Resultat  | Núm. | Any  | Torneig          | Parella              | Oponents                        | Marcador |
| --------- | ---- | ---- | ---------------- | -------------------- | ------------------------------- | -------- |
| Finalista | 1.   | 1982 | Open d'Austràlia | Claudia Kohde-Kilsch | Martina Navrátilová Pam Shriver | 4−6, 2−6 |

## Palmarès: 10 (1−9−0)

### Individual: 3 (1−2)
| Resultat   | Núm. | Data                 | Torneig                       | Superfície   | Oponent              | Marcador |
| ---------- | ---- | -------------------- | ----------------------------- | ------------ | -------------------- | -------- |
| Finalista  | 1.   | 25 de gener de 1982  | Pittsburgh, Estats Units      | Moqueta (i)  | Claudia Kohde-Kilsch | 4−6, 0−6 |
| Guanyadora | 1.   | 15 de febrer de 1982 | Nashville, Estats Units       | Moqueta (i)  | Leigh-Anne Thompson  | 6−3, 7−5 |
| Finalista  | 2.   | 4 de juliol de 1983  | Hittfeld, Alemanya Occidental | Terra batuda | Andrea Temesvári     | 4−6, 2−6 |

### Dobles: 19 (9−10)
| Llegenda                     |
| ---------------------------- |
| Grand Slam (0−1)             |
| WTA Tour Championships (0−1) |
| Tier I (0−0)                 |
| Tier II (2−0)                |
| Tier III (2−0)               |
| Tier IV (0−0)                |
| Tier V (0−0)                 |
| Virginia Slims (5−8)         |

| Títols per superfície |
| --------------------- |
| Dura (1−2)            |
| Gespa (1−4)           |
| Terra batuda (5−2)    |
| Moqueta (2−2)         |

| Resultat   | Núm. | Data                   | Torneig                                               | Superfície   | Parella              | Oponents                             | Marcador         |
| ---------- | ---- | ---------------------- | ----------------------------------------------------- | ------------ | -------------------- | ------------------------------------ | ---------------- |
| Guanyadora | 1.   | 21 de juliol de 1980   | Kitzbühel, Àustria                                    | Terra batuda | Claudia Kohde-Kilsch | Hana Mandlíková Renáta Tomanová      | Renúncia         |
| Guanyadora | 2.   | 13 de juliol de 1981   | Kitzbühel (2)                                         | Terra batuda | Claudia Kohde-Kilsch | Elizabeth Little Yvonne Vermaak      | 6−4, 6−3         |
| Finalista  | 1.   | 15 de novembre de 1982 | Brisbane, Austràlia                                   | Gespa        | Claudia Kohde-Kilsch | Billie Jean King Anne Smith          | 3−6, 4−6         |
| Finalista  | 2.   | 22 de novembre de 1982 | Sydney, Austràlia                                     | Gespa        | Claudia Kohde-Kilsch | Martina Navrátilová Pam Shriver      | 3−6, 6−2, 6−7    |
| Finalista  | 3.   | 29 de novembre de 1982 | Open d'Austràlia, Austràlia                           | Gespa        | Claudia Kohde-Kilsch | Martina Navrátilová Pam Shriver      | 4−6, 2−6         |
| Guanyadora | 3.   | 21 de febrer de 1983   | Oakland, Estats Units                                 | Moqueta (i)  | Claudia Kohde-Kilsch | Rosie Casals Wendy Turnbull          | 6−4, 4−6, 6−4    |
| Finalista  | 4.   | 23 de març de 1983     | Virginia Slims Championships, Nova York, Estats Units | Moqueta (i)  | Claudia Kohde-Kilsch | Martina Navrátilová Pam Shriver      | 5−7, 2−6         |
| Finalista  | 5.   | 16 de maig de 1983     | Berlín, Alemanya Occidental                           | Terra batuda | Claudia Kohde-Kilsch | Jo Durie Anne Hobbs                  | 4−6, 6−7(2)      |
| Guanyadora | 4.   | 11 de juliol de 1983   | Friburg, Alemanya Occidental                          | Terra batuda | Bettina Bunge        | Ivanna Madruga Emilse Raponi-Longo   | 6−1, 6−2         |
| Finalista  | 6.   | 1 d'octubre de 1984    | Los Angeles, Estats Units                             | Dura         | Bettina Bunge        | Chris Evert-Lloyd Wendy Turnbull     | 2−6, 4−6         |
| Finalista  | 7.   | 15 d'octubre de 1984   | Filderstadt, Alemanya Occidental                      | Dura (i)     | Bettina Bunge        | Claudia Kohde-Kilsch Helena Suková   | 2−6, 6−4, 3−6    |
| Finalista  | 8.   | 12 de novembre de 1984 | Brisbane (2)                                          | Gespa        | Bettina Bunge        | Martina Navrátilová Pam Shriver      | 3−6, 2−6         |
| Finalista  | 9.   | 20 de maig de 1985     | Lugano, Suïssa                                        | Terra batuda | Bettina Bunge        | Bonnie Gadusek Helena Suková         | 2−6, 4−6         |
| Guanyadora | 5.   | 6 d'abril de 1987      | Hilton Head, Estats Units                             | Terra batuda | Mercedes Paz         | Zina Garrison Lori McNeil            | 7−6(6), 7−5      |
| Finalista  | 10.  | 2 de novembre de 1987  | Worcester, Estats Units                               | Moqueta (i)  | Bettina Bunge        | Elise Burgin Rosalyn Fairbank        | 4−6, 4−6         |
| Guanyadora | 6.   | 8 de febrer de 1988    | Dallas, Estats Units                                  | Moqueta (i)  | Lori McNeil          | Gigi Fernández Zina Garrison         | 2−6, 6−4, 7−5    |
| Guanyadora | 7.   | 11 d'abril de 1988     | Amelia Island, Estats Units                           | Terra batuda | Zina Garrison        | Katrina Adams Penny Barg             | 4−6, 6−2, 7−6(5) |
| Guanyadora | 8.   | 13 de juny de 1988     | Eastbourne, Regne Unit                                | Gespa        | Elizabeth Smylie     | Belinda Cordwell Dianne Van Rensburg | 6−3, 7−6(6)      |
| Guanyadora | 9.   | 8 d'octubre de 1990    | Zuric, Suïssa                                         | Dura (i)     | Manon Bollegraf      | Catherine Suire Dianne Van Rensburg  | 7−5, 6−4         |

### Equips: 1 (0−1)
| Resultat  | Núm. | Data                    | Torneig                       | Superfície   | Equip                              | Oponents                                                     | Marcador |
| --------- | ---- | ----------------------- | ----------------------------- | ------------ | ---------------------------------- | ------------------------------------------------------------ | -------- |
| Finalista | 1.   | 17−24 de juliol de 1983 | Copa Federació, Zúric, Suïssa | Terra batuda | Bettina Bunge Claudia Kohde-Kilsch | Iva Budarova Hana Mandlíková Marcela Skuherska Helena Suková | 1−2      |

## Trajectòria

### Individual
| Open d'Austràlia | A   | 2R | QF | 3R | 1R | A  | NC | 3R | 1R | 2R  | 1R  | 2R  | Q1  | 0 / 9  | 11 − 9 |
| Roland Garros | A   | 3R | 2R | 1R | 3R | 1R | 1R | 1R | 2R | 1R  | A   | A   | A   | 0 / 9  | 6 − 9  |
| Wimbledon | A   | 2R | 2R | 4R | 1R | 2R | 1R | 1R | 1R | 2R  | 2R  | A   | Q1  | 0 / 10 | 8 − 10 |
| US Open | A   | 1R | 1R | 1R | A  | 1R | 2R | 1R | 1R | 1R  | Q1  | 1R  | A   | 0 / 9  | 1 − 9  |
| Rànquing a final d'any | 101 | 70 | 35 | 22 | 31 | 31 | 58 | 44 | 74 | 103 | 153 | 201 | 421 |        |        |
| Llegenda: G: Guanyadora; F: Finalista; SF: Semifinalista; QF: Quarts de final; Q: Qualificació; A: Absent; RR: Round Robin |     |    |    |    |    |    |    |    |    |     |     |     |     |        |        |

### Dobles femenins
| Open d'Austràlia | 1R | F  | QF | 1R | A  | NC | QF | A  | 2R | 2R | 1R | 2R | 0 / 9  | 14 − 9  |
| Roland Garros | 2R | 3R | QF | 1R | QF | 3R | QF | 1R | 2R | A  | 1R | 2R | 0 / 11 | 16 − 11 |
| Wimbledon | 2R | 2R | QF | 1R | 3R | 1R | 1R | QF | 3R | 1R | 2R | 1R | 0 / 12 | 13 − 12 |
| US Open | 1R | 1R | A  | A  | 3R | 3R | 2R | 1R | 3R | 2R | 2R | A  | 0 / 9  | 9 − 9   |
| Rànquing a final d'any |    |    |    |    |    | 32 | 25 | 21 | 44 | 38 | 80 | 96 |        |         |
| Llegenda: G: Guanyadora; F: Finalista; SF: Semifinalista; QF: Quarts de final; Q: Qualificació; A: Absent; RR: Round Robin |    |    |    |    |    |    |    |    |    |    |    |    |        |         |

### Dobles mixts
| Open d'Austràlia | A  | A | A  | A | A  | NC | A | A  | A | A  | 1R | 0 / 1 | 0 − 1 |
| Roland Garros | QF | A | 3R | A | 2R | A  | A | A  | A | A  | 2R | 0 / 4 | 7 − 4 |
| Wimbledon | A  | A | 3R | A | A  | 3R | A | 1R | A | 1R | 1R | 0 / 5 | 4 − 5 |
| US Open | 1R | A | 1R | A | A  | 1R | A | A  | A | 1R | 2R | 0 / 5 | 1 − 5 |
| Llegenda: G: Guanyadora; F: Finalista; SF: Semifinalista; QF: Quarts de final; Q: Qualificació; A: Absent; RR: Round Robin |    |   |    |   |    |    |   |    |   |    |    |       |       |